# Keby bolo keby
Keby bolo keby (Nikdy neříkej nikdy) je slovenský televizní seriál, který vysílala TV JOJ. Seriál měl premiéru 19. října 2009. Od 22. března 2011 se začala vysílat 2. série. Keby bolo keby je zároveň i nejdražší slovenský seriál (k začátku roku 2012). Při natáčení byly použity digitální kamery RED. 

## Děj
Seriál je situován do prostředí tří rodin z různých sociálních vrstev. Igor žije s Adélou, nemají děti a žijí si idylický život v domě s výhledem na celou Bratislavu. Peníze, které si užívají, však nejsou vždy vydělané poctivým způsobem. Tomáš a Inge představují střední vrstvu, mají krásný byt, Tomáš pracuje jako realitní makléř a Inge jako taxikářka. Mají 16letou dceru Mirku. Monika a Honza mají malý byt, 3 děti a mezi sebou neustále hádky. Navíc Jan je Tomášův bratr, Monika je s Inge skvělá kamarádka už od střední školy, Igor zároveň spolupracuje s Tomášem, který má tajný vztah s Monikou.

## Obsazení
| Herec / herečka    | Postava          |
| ------------------ | ---------------- |
| Ján Koleník        | Igor Gáborík     |
| Zuzana Fialová     | Adela            |
| Diana Mórová       | Ingrid Kubíčková |
| Roman Luknár       | Tomáš Kubíček    |
| Marián Miezga      | Ján Kubíček      |
| Anna Geislerová    | Monika Kubíčková |
| Ján Kroner         | Šebesta          |
| Ľubomír Paulovič   | Karol Masár      |
| Alžbeta Stanková   | Simonka          |
| Milan Ondrík       | Loch             |
| Kristína Svarinská | Mirka Kubíčková  |